# Джерело мінеральної води (Розлуч, №2)
Джерело́ мінера́льної води́ № 2 — гідрологічна пам'ятка природи місцевого значення в Україні. Розташована в межах Турківського району Львівської області, у північній частині села Розлуч, на території відпочинкової бази «Джерела Карпат».
Площа пам'ятки природи — 0,03 га. Заснована рішенням Львівської облради від 1984 року. Перебуває у віданні Розлуцької сільської ради. Охороняється законом.